# آستین آملیو
آستین آملیو (انگلیسی: Austin Amelio؛ زادهٔ ۲۷ آوریل ۱۹۸۸) بازیگر آمریکایی است که بیشتر برای ایفای نقش دوایت در مجموعۀ تلویزیونی مردگان متحرک و از مردگان متحرک بترسید شناخته شده‌است.
از فیلم‌ها یا برنامه‌های تلویزیونی که وی در آن نقش داشته‌است می‌توان به مردگان متحرک (۲۰۱۸–۲۰۱۵)، هر کی یک چیزی می‌خواد (۲۰۱۶)، ترانه به ترانه (۲۰۱۷)، از مردگان متحرک بترسید (۲۰۱۹–اکنون) و بدون آینده (۲۰۲۱) اشاره کرد.